# Llista d'especialitats 24 de la Nomenclatura de la UNESCO
Llista d'especialitats del camp 24 (Ciències de la vida) de la Nomenclatura de la UNESCO:
| Disciplina                                                   | Codi      | Especialitat                                     |
| ------------------------------------------------------------ | --------- | ------------------------------------------------ |
| 2401 Zoologia                                                | 2401.01   | Anatomia animal (vegeu 3109.01)                  |
| 2401 Zoologia                                                | 2401.02   | Comportament animal                              |
| 2401 Zoologia                                                | 2401.03   | Comunicació animal                               |
| 2401 Zoologia                                                | 2401.04   | Citologia animal                                 |
| 2401 Zoologia                                                | 2401.05   | Desenvolupament animal                           |
| 2401 Zoologia                                                | 2401.06   | Ecologia animal                                  |
| 2401 Zoologia                                                | 2401.07   | Embriologia animal                               |
| 2401 Zoologia                                                | 2401.08   | Genètica animal (vegeu 3109.02)                  |
| 2401 Zoologia                                                | 2401.09   | Creixement animal                                |
| 2401 Zoologia                                                | 2401.10   | Histologia animal                                |
| 2401 Zoologia                                                | 2401.11   | Patologia animal (vegeu 3109.07)                 |
| 2401 Zoologia                                                | 2401.12   | Parasitologia animal                             |
| 2401 Zoologia                                                | 2401.13   | Fisiologia animal                                |
| 2401 Zoologia                                                | 2401.14   | Taxonomia animal                                 |
| 2401 Zoologia                                                | 2401.14-1 | Bioquímica                                       |
| 2401 Zoologia                                                | 2401.14-2 | Invertebrats no insectes                         |
| 2401 Zoologia                                                | 2401.14-3 | Insectes                                         |
| 2401 Zoologia                                                | 2401.14-4 | Peixos                                           |
| 2401 Zoologia                                                | 2401.15   | Zoologia general                                 |
| 2401 Zoologia                                                | 2401.16   | Herpetologia                                     |
| 2401 Zoologia                                                | 2401.17   | Invertebrats                                     |
| 2401 Zoologia                                                | 2401.18   | Estudi dels mamífers                             |
| 2401 Zoologia                                                | 2401.18-1 | Ungulats                                         |
| 2401 Zoologia                                                | 2401.19   | Zoologia marina (vegeu 2510.05)                  |
| 2401 Zoologia                                                | 2401.20   | Ornitologia                                      |
| 2401 Zoologia                                                | 2401.21   | Primats (vegeu 2402.11 i 2402.12)                |
| 2401 Zoologia                                                | 2401.22   | Protozoologia                                    |
| 2401 Zoologia                                                | 2401.23   | Vertebrats                                       |
| 2401 Zoologia                                                | 2401.90   | Ictiologia                                       |
| 2401 Zoologia                                                | 2401.91   | Invertebrats no insectes                         |
| 2401 Zoologia                                                | 2401.99   | Altres (especifiqueu)                            |
| 2402 Antropologia física (vegeu 51)                          | 2402.01   | Artxius antropològics                            |
| 2402 Antropologia física (vegeu 51)                          | 2402.02   | Antropogenètica (vegeu 2409.03)                  |
| 2402 Antropologia física (vegeu 51)                          | 2402.03   | Antropometria i antropologia forense             |
| 2402 Antropologia física (vegeu 51)                          | 2402.04   | Composició del cos                               |
| 2402 Antropologia física (vegeu 51)                          | 2402.05   | Constitució del cos                              |
| 2402 Antropologia física (vegeu 51)                          | 2402.06   | Etnologia                                        |
| 2402 Antropologia física (vegeu 51)                          | 2402.07   | Antropologia mèdica                              |
| 2402 Antropologia física (vegeu 51)                          | 2402.08   | Hàbits alimentaris                               |
| 2402 Antropologia física (vegeu 51)                          | 2402.09   | Osteologia                                       |
| 2402 Antropologia física (vegeu 51)                          | 2402.10   | Biologia de poblacions (vegeu 5206.04)           |
| 2402 Antropologia física (vegeu 51)                          | 2402.11   | Comportament dels primats (vegeu 240l.2l)        |
| 2402 Antropologia física (vegeu 51)                          | 2402.12   | Somatologia dels primats (vegeu 240l.2l)         |
| 2402 Antropologia física (vegeu 51)                          | 2402.13   | Biologia racial (vegeu 5906.04 i 6310.06)        |
| 2402 Antropologia física (vegeu 51)                          | 2402.14   | Desenvolupament somàtic                          |
| 2402 Antropologia física (vegeu 51)                          | 2402.15   | Envelliment somàtic                              |
| 2402 Antropologia física (vegeu 51)                          | 2402.99   | Altres (especifiqueu)                            |
| 2403 Bioquímica (vegeu 2302)                                 |           |                                                  |
| 2404 Biomatemàtiques                                         | 2404.01   | Bioestadística                                   |
| 2404 Biomatemàtiques                                         | 2304.99   | Altres (especifiqueu)                            |
| 2405 Biometria                                               |           |                                                  |
| 2406 Biofísica                                               | 2406.01   | Bioacústica                                      |
| 2406 Biofísica                                               | 2406.02   | Bioelectricitat                                  |
| 2406 Biofísica                                               | 2406.03   | Bioenginyeria                                    |
| 2406 Biofísica                                               | 2406.04   | Biomecànica                                      |
| 2406 Biofísica                                               | 2406.05   | Bioòptica                                        |
| 2406 Biofísica                                               | 2406.06   | Física mèdica                                    |
| 2406 Biofísica                                               | 2406.99   | Altres (especifiqueu)                            |
| 2407 Biologia cel·lular                                      | 2407.01   | Cultiu cel·lular                                 |
| 2407 Biologia cel·lular                                      | 2407.02   | Citogenètica                                     |
| 2407 Biologia cel·lular                                      | 2407.03   | Morfologia cel·lular                             |
| 2407 Biologia cel·lular                                      | 2407.04   | Citologia                                        |
| 2407 Biologia cel·lular                                      | 2407.05   | Cultiu de teixits                                |
| 2407 Biologia cel·lular                                      | 2407.99   | Altres (especifiqueu)                            |
| 2408 Etologia                                                | 2408.01   | Animal                                           |
| 2408 Etologia                                                | 2408.02   | Humana (vegeu 6106 i 6114)                       |
| 2408 Etologia                                                | 2408.03   | Insects (vegeu 2413)                             |
| 2408 Etologia                                                | 2408.99   | Altres (especifiqueu)                            |
| 2409 Genètica (vegeu 2407.02, 2410.07 i 3201.02)             | 2409.01   | Embriologia                                      |
| 2409 Genètica (vegeu 2407.02, 2410.07 i 3201.02)             | 2409.02   | Enginyeria genètica                              |
| 2409 Genètica (vegeu 2407.02, 2410.07 i 3201.02)             | 2409.03   | Genètica de poblacions (vegeu 2402.02 i 5206.08) |
| 2409 Genètica (vegeu 2407.02, 2410.07 i 3201.02)             | 2409.90   | Citogenètica animal                              |
| 2409 Genètica (vegeu 2407.02, 2410.07 i 3201.02)             | 2409.91   | Genètica del desenvolupament                     |
| 2409 Genètica (vegeu 2407.02, 2410.07 i 3201.02)             | 2409.92   | Genètica molecular de plantes                    |
| 2409 Genètica (vegeu 2407.02, 2410.07 i 3201.02)             | 2409.93   | Genètica molecular                               |
| 2409 Genètica (vegeu 2407.02, 2410.07 i 3201.02)             | 2409.93-1 | Síntesis de oligonucleòtids                      |
| 2409 Genètica (vegeu 2407.02, 2410.07 i 3201.02)             | 2409.94   | Genètica molecular de llevats                    |
| 2409 Genètica (vegeu 2407.02, 2410.07 i 3201.02)             | 2409.99   | Altres (especifiqueu)                            |
| 2410 Biologia humana (vegeu 32)                              | 2410. 01  | Grup sanguini                                    |
| 2410 Biologia humana (vegeu 32)                              | 2410.02   | Anatomia humana                                  |
| 2410 Biologia humana (vegeu 32)                              | 2410.03   | Citologia humana                                 |
| 2410 Biologia humana (vegeu 32)                              | 2410.04   | Desenvolupament humà                             |
| 2410 Biologia humana (vegeu 32)                              | 2410.05   | Ecologia humana                                  |
| 2410 Biologia humana (vegeu 32)                              | 2410.06   | Embriologia humana                               |
| 2410 Biologia humana (vegeu 32)                              | 2410.07   | Genètica humana                                  |
| 2410 Biologia humana (vegeu 32)                              | 2410.08   | Histologia humana                                |
| 2410 Biologia humana (vegeu 32)                              | 2410.09   | Neuroanatomia humana                             |
| 2410 Biologia humana (vegeu 32)                              | 2410.10   | Fisiologia humana (vegeu 2411)                   |
| 2410 Biologia humana (vegeu 32)                              | 2410.11   | Òrgans sensorials                                |
| 2410 Biologia humana (vegeu 32)                              | 2410.12   | Anatomia sistemàtica                             |
| 2410 Biologia humana (vegeu 32)                              | 2410.13   | Anatomia topogràfica                             |
| 2410 Biologia humana (vegeu 32)                              | 2409.99   | Altres (especifiqueu)                            |
| 2411 Fisiologia humana (vegeu 2410.10)                       | 2411.01   | Fisiologia del comportament                      |
| 2411 Fisiologia humana (vegeu 2410.10)                       | 2411.02   | Anestesiologia                                   |
| 2411 Fisiologia humana (vegeu 2410.10)                       | 2411.03   | Fisiologia cardiovascular                        |
| 2411 Fisiologia humana (vegeu 2410.10)                       | 2411.04   | Fisiologia endocrina                             |
| 2411 Fisiologia humana (vegeu 2410.10)                       | 2411.05   | Fisiologia ambiental                             |
| 2411 Fisiologia humana (vegeu 2410.10)                       | 2411.06   | Fisiologia del exercici                          |
| 2411 Fisiologia humana (vegeu 2410.10)                       | 2411.07   | Fisiologia gastrointestinal                      |
| 2411 Fisiologia humana (vegeu 2410.10)                       | 2411.08   | Metabolisme humà                                 |
| 2411 Fisiologia humana (vegeu 2410.10)                       | 2411.09   | Regulació de la temperatura humana               |
| 2411 Fisiologia humana (vegeu 2410.10)                       | 2411.10   | Fisiologia de muscular                           |
| 2411 Fisiologia humana (vegeu 2410.10)                       | 2411.11   | Neurofisiologia                                  |
| 2411 Fisiologia humana (vegeu 2410.10)                       | 2411.12   | Fisiologia del sistema nerviós central           |
| 2411 Fisiologia humana (vegeu 2410.10)                       | 2411.13   | Fisiologia de l'audició                          |
| 2411 Fisiologia humana (vegeu 2410.10)                       | 2411.14   | Fisiologia del llenguatge (vegeu 5701.10)        |
| 2411 Fisiologia humana (vegeu 2410.10)                       | 2411.15   | Fisiologia de la visió (vegeu 2209.24)           |
| 2411 Fisiologia humana (vegeu 2410.10)                       | 2411.16   | Fisiologia de la reproducció                     |
| 2411 Fisiologia humana (vegeu 2410.10)                       | 2411.17   | Fisiologia de la respiració                      |
| 2411 Fisiologia humana (vegeu 2410.10)                       | 2411.18   | Fisiologia del moviment                          |
| 2411 Fisiologia humana (vegeu 2410.10)                       | 2411.99   | Altres (especifiqueu)                            |
| 2412 Immunologia (vegeu 2302.16, 3109.03, 3207.10 i 3208.05) | 2412.01   | Antigens                                         |
| 2412 Immunologia (vegeu 2302.16, 3109.03, 3207.10 i 3208.05) | 2412.02   | Anticossos                                       |
| 2412 Immunologia (vegeu 2302.16, 3109.03, 3207.10 i 3208.05) | 2412.03   | Reacció antigen-anticòs                          |
| 2412 Immunologia (vegeu 2302.16, 3109.03, 3207.10 i 3208.05) | 2412.04   | Formació d'anticossos                            |
| 2412 Immunologia (vegeu 2302.16, 3109.03, 3207.10 i 3208.05) | 2412.05   | Hipersensibilitat                                |
| 2412 Immunologia (vegeu 2302.16, 3109.03, 3207.10 i 3208.05) | 2412.06   | Immunització                                     |
| 2412 Immunologia (vegeu 2302.16, 3109.03, 3207.10 i 3208.05) | 2412.07   | Immunoquímica (vegeu 2302.16)                    |
| 2412 Immunologia (vegeu 2302.16, 3109.03, 3207.10 i 3208.05) | 2412.08   | Trasplantament d'òrgans                          |
| 2412 Immunologia (vegeu 2302.16, 3109.03, 3207.10 i 3208.05) | 2412.09   | Anticossos de teixits                            |
| 2412 Immunologia (vegeu 2302.16, 3109.03, 3207.10 i 3208.05) | 2412.10   | Vacunes                                          |
| 2412 Immunologia (vegeu 2302.16, 3109.03, 3207.10 i 3208.05) | 2412.99   | Altres (especifiqueu)                            |
| 2413 Entomologia (vegeu 2408.03 i 3101.07)                   | 2413.01   | Entomologia general                              |
| 2413 Entomologia (vegeu 2408.03 i 3101.07)                   | 2413.02   | Desenvolupament dels insectes (vegeu 3308.03)    |
| 2413 Entomologia (vegeu 2408.03 i 3101.07)                   | 2413.03   | Ecologia dels insectes                           |
| 2413 Entomologia (vegeu 2408.03 i 3101.07)                   | 2413.04   | Morfologia dels insectes                         |
| 2413 Entomologia (vegeu 2408.03 i 3101.07)                   | 2413.05   | Fisiologia dels insectes                         |
| 2413 Entomologia (vegeu 2408.03 i 3101.07)                   | 2413.06   | Taxonomia dels insectes                          |
| 2413 Entomologia (vegeu 2408.03 i 3101.07)                   | 2413.90   | Endocrinologia d'insectes                        |
| 2413 Entomologia (vegeu 2408.03 i 3101.07)                   | 2413.99   | Altres (especifiqueu)                            |
| 2414 Microbiologia (vegeu 3109.05, 3201.03 i 3302.03)        | 2414.01   | Antibiòtics (vegeu 3302.01)                      |
| 2414 Microbiologia (vegeu 3109.05, 3201.03 i 3302.03)        | 2414.02   | Fisiologia bacteriana                            |
| 2414 Microbiologia (vegeu 3109.05, 3201.03 i 3302.03)        | 2414.03   | Metabolisme bacterià                             |
| 2414 Microbiologia (vegeu 3109.05, 3201.03 i 3302.03)        | 2414.04   | Bacteriologia                                    |
| 2414 Microbiologia (vegeu 3109.05, 3201.03 i 3302.03)        | 2414.05   | Bacteriòfags                                     |
| 2414 Microbiologia (vegeu 3109.05, 3201.03 i 3302.03)        | 2414.06   | Fongs (vegeu 3108.05)                            |
| 2414 Microbiologia (vegeu 3109.05, 3201.03 i 3302.03)        | 2414.07   | Metabolisme microbià                             |
| 2414 Microbiologia (vegeu 3109.05, 3201.03 i 3302.03)        | 2414.08   | Processos microbians (vegeu 3302.03)             |
| 2414 Microbiologia (vegeu 3109.05, 3201.03 i 3302.03)        | 2414.09   | Floridures                                       |
| 2414 Microbiologia (vegeu 3109.05, 3201.03 i 3302.03)        | 2414.10   | Micologia (llevats)                              |
| 2414 Microbiologia (vegeu 3109.05, 3201.03 i 3302.03)        | 2414.90   | Degradació de residus vegetals                   |
| 2414 Microbiologia (vegeu 3109.05, 3201.03 i 3302.03)        | 2414.99   | Altres (especifiqueu)                            |
| 2415 Biologia molecular (vegeu 2302.21)                      | 2415.01   | Biologia molecular de microorganismes            |
| 2415 Biologia molecular (vegeu 2302.21)                      | 2415.02   | Biologia molecular de plantes                    |
| 2416 Paleontologia                                           | 2416.01   | Paleontologia animal                             |
| 2416 Paleontologia                                           | 2416.02   | Paleontologia dels invertebrats                  |
| 2416 Paleontologia                                           | 2416.03   | Palinologia                                      |
| 2416 Paleontologia                                           | 2416.04   | Paleontologia de les plantes (vegeu 2417.10)     |
| 2416 Paleontologia                                           | 2416.05   | Paleontologia dels vertebrats                    |
| 2416 Paleontologia                                           | 2416.99   | Altres (especifiqueu)                            |
| 2417 Botànica (vegeu 3103)                                   | 2417.01   | Briologia                                        |
| 2417 Botànica (vegeu 3103)                                   | 2417.02   | Dendrologia                                      |
| 2417 Botànica (vegeu 3103)                                   | 2417.03   | Botànica general                                 |
| 2417 Botànica (vegeu 3103)                                   | 2417.04   | Limnologia                                       |
| 2417 Botànica (vegeu 3103)                                   | 2417.05   | Biologia marina (vegeu 2510.04 i 05)             |
| 2417 Botànica (vegeu 3103)                                   | 2417.06   | Micologia                                        |
| 2417 Botànica (vegeu 3103)                                   | 2417.07   | Algologia                                        |
| 2417 Botànica (vegeu 3103)                                   | 2417.08   | Fitobiologia                                     |
| 2417 Botànica (vegeu 3103)                                   | 2417.09   | Fitopatologia (vegeu 3108)                       |
| 2417 Botànica (vegeu 3103)                                   | 2417.10   | Paleobotànica (vegeu 2416.04)                    |
| 2417 Botànica (vegeu 3103)                                   | 2417.11   | Anatomia vegetal                                 |
| 2417 Botànica (vegeu 3103)                                   | 2417.12   | Citologia vegetal                                |
| 2417 Botànica (vegeu 3103)                                   | 2417.13   | Ecologia vegetal                                 |
| 2417 Botànica (vegeu 3103)                                   | 2417.14   | Genètica vegetal                                 |
| 2417 Botànica (vegeu 3103)                                   | 2417.15   | Desenvolupament vegetal (vegeu 3101.10)          |
| 2417 Botànica (vegeu 3103)                                   | 2417.16   | Histologia vegetal                               |
| 2417 Botànica (vegeu 3103)                                   | 2417.17   | Nutrició vegetal                                 |
| 2417 Botànica (vegeu 3103)                                   | 2417.18   | Parasitologia vegetal                            |
| 2417 Botànica (vegeu 3103)                                   | 2417.19   | Fisiologia vegetal                               |
| 2417 Botànica (vegeu 3103)                                   | 2417.20   | Taxonomia vegetal                                |
| 2417 Botànica (vegeu 3103)                                   | 2417.20-1 | Plantes vasculars                                |
| 2417 Botànica (vegeu 3103)                                   | 2417.21   | Pteridologia                                     |
| 2417 Botànica (vegeu 3103)                                   | 2417.90   | Fixació i mobilització biològica de nutrients    |
| 2417 Botànica (vegeu 3103)                                   | 2417.91   | Fixació biològica del nitrogen                   |
| 2417 Botànica (vegeu 3103)                                   | 2417.92   | Fisiologia de la maduració                       |
| 2417 Botànica (vegeu 3103)                                   | 2417.93   | Recursos fitogenètics                            |
| 2417 Botànica (vegeu 3103)                                   | 2417.99   | Altres (especifiqueu)                            |
| 2418 Radiobiologia (vegeu 3201.12, 3204.01 i 3207.15)        |           |                                                  |
| 2419 Simbiosi                                                |           |                                                  |
| 2420 Virologia (vegeu 3108.09 i 3109.11)                     | 2420.01   | Arbovirus                                        |
| 2420 Virologia (vegeu 3108.09 i 3109.11)                     | 2420.02   | Bacteriòfags (vegeu 2414.05)                     |
| 2420 Virologia (vegeu 3108.09 i 3109.11)                     | 2420.03   | Virus dermatròpics                               |
| 2420 Virologia (vegeu 3108.09 i 3109.11)                     | 2420.04   | Enterovirus                                      |
| 2420 Virologia (vegeu 3108.09 i 3109.11)                     | 2420.05   | Virus neurotròpics                               |
| 2420 Virologia (vegeu 3108.09 i 3109.11)                     | 2420.06   | Virus pantròpics                                 |
| 2420 Virologia (vegeu 3108.09 i 3109.11)                     | 2420.07   | Virus pustulosos                                 |
| 2420 Virologia (vegeu 3108.09 i 3109.11)                     | 2420.08   | Virus respiratoris                               |
| 2420 Virologia (vegeu 3108.09 i 3109.11)                     | 2420.09   | Virus viscerotròpics                             |
| 2420 Virologia (vegeu 3108.09 i 3109.11)                     | 2420.91   | Virologia animal                                 |
| 2420 Virologia (vegeu 3108.09 i 3109.11)                     | 2420.99   | Altres (especifiqueu)                            |
| 2490 Neurociències                                           | 2490.01   | Neurofisiologia                                  |
| 2490 Neurociències                                           | 2490.02   | Neuroquímica                                     |
| 2490 Neurociències                                           | 2490.03   | Neurobiologia molecular                          |
| 1199 Altres (especifiqueu)                                   |           |                                                  |